# Monique Éwanjé-Épée
Monique Éwanjé-Épée ou Monique Tourret (Poitiers, 11 de julho de 1967) é uma ex-atleta francesa, especialista em 100 metros com barreiras. Foi várias vezes campeã francesa e tornou-se campeã da Europa em 1990, em Split, Monique foi três vezes aos Jogos Olímpicos, nas edições de 1988, 1992 e 1996. A sua melhor marca, 12.56 s, é recorde nacional de França.
A sua irmã Maryse Éwanjé-Épée, praticante do salto em altura, também competiu nos Jogos Olímpicos.